# Robert Kinsey (personaggio)
Robert Kinsey è un personaggio di finzione dell'universo fittizio di Stargate; è interpretato da Ronny Cox.

## Biografia
Nel 1998, Kinsey è Senatore dell'Indiana e il Presidente del Comitato per gli Stanziamenti del Senato, che tra l'altro supervisiona il budget destinato al Comando Stargate. Kinsey, informato dell'esistenza del progetto, si dimostrò subito contrario alla sua esistenza; infatti il senatore al tempo era molto sospettoso dei progetti top-secret li considerava una minaccia, assieme allo stesso Stargate, una minaccia per la sicurezza nazionale e mondiale. Kinsey fu quindi intenzionato fin dall'inizio a chiudere il progetto, dato anche che il costo annuo per il funzionamento della struttura è di circa 7 miliardi di dollari. Riuscì a far chiudere la struttura ignorando l'avvertimento di Daniel Jackson su un attacco del Signore del Sistema Apophis. Quando poi la minaccia si avverò, e fortunatamente la SG-1 riuscì a sventare l'attacco, lo SGC fu riaperto; da quel momento Kinsey ostacolerà in vari modi l'operato di Hammond al comando del Comando Stargate facendo pressioni affinché l'NID prendesse il controllo dello Stargate.
In seguito Kinsey avrà rapporti sempre più stretti con questa organizzazione, che metterà più volte i bastoni tra le ruote al SGC e alla SG-1, senza però che si raccogliessero prove a suo carico per condannarlo.
Kinsey però avanza anche nella sua carriera politica e diventa Vicepresidente nel nuovo governo con a capo il Presidente Henry Heyes. Kinsey vuole usare Heyes come pedina per favorire l'ascesa della NID; per farlo eleggere infatti si avvale di tutti i mezzi, legali e illegali.
Heyes però non vuole invischiarsi negli affari della NID, anzi, conferma la SG-1, ma non il Generale Hammond, facendo infuriare Kinsey che gli rivela la vera origine dei fondi per la campagna elettorale e di chi era il vero merito della sua elezione. Heyes però non si lascia intimorire e durante l'attacco di Anubis, dopo un'ennesima sfuriata di Kinsey, lo licenzia.